# Kari Brattset Dale
Kari Brattset Dale, född 15 februari 1991 i Fredrikstad, är en norsk handbollsspelare (mittsexa).

## Klubbkarriär
Brattsett Dale började sin elitkarriär i Sarpsborg IL där hon spelade till hon var 20 år. Hon bytte sedan klubb till Fredrikstads BK till 2014 och  sista året hon spelade för Fredrikstad blev hon uttagen i all star team i norska eliteserien. Hon vann samma utmärkelse sitt sista spelår för Glassverket IF 2016. 2016 började hon spela för Vipers i Kristiansand, som tog över Larviks topposition i norsk damhandboll. Under två säsonger med klubben hann hon vinna norska mästerskapet och norska cupen innan hon startade en proffskarriär internationellt i  toppklubben Györ i Ungern. Redan första året vann hon Champions League med klubben. Han vann Champions League också 2024.

## Landslagskarriär
Dale gjorde debut i norska landslaget i 13 mars 2016 mot Rumänien. Hon fick sedan inte spela i EM 2016 i Sverige men har sedan varit med i de flesta norska mästerskapstrupperna. Hon har vunnit en EM-titel 2020, tog silver i VM 2017, och vann sedan VM 2021 i Spanien. Hon vann brons i OS 2020 och guld i OS 2024. Vid VM 2021 blev hon utsedd till MVP. 

## Individuella utmärkelser
- Mest värdefulla spelare (MVP) vid VM 2021[2]
- All-Star mittsexa i OS i Paris 2024.
- All-Star mittsexa i Eliteserien i Norge 4 gånger (2013/2014, 2015/2016, 2016/2017, 2017/2018)[3][4][5]
- Årets spelare i Eliteserien: 2017/2018[5]